# Gabriel II de Constantinople
Gabriel II de Constantinople (en grec : Γαβριήλ Β΄), exécuté le 3 décembre 1659, fut brièvement patriarche de Constantinople en 1657.

## Biographie
Gabriel était métropolite de Ganos et Chora depuis 1648 lorsqu’il devient patriarche le 23 avril 1657 en succession de Parthénios III, exécuté sur ordre du grand vizir Mehmet Köprülü. Après seulement 8 jours d’exercice, il est destitué par le synode parce qu’il avait été illégalement élu et manquait d’éducation pour devenir patriarche.
Il devient ensuite proedros (i.e. « administrateur ») du siège métropolitain de Brousse en Asie Mineure. Deux ans après, il aurait été faussement accusé par des juifs d’avoir converti à la foi orthodoxe un musulman, alors qu’il s’agissait en fait d’un de leurs coreligionnaires.
Gabriel II tente de se justifier auprès du sultan Mehmed IV et du grand vizir, qui se trouvaient à Brousse, mais il est emprisonné et torturé ; malgré ses épreuves, il demeure ferme dans sa foi et il est pendu le 3 décembre 1659.